# Čest rodiny Prizziů
Čest rodiny Prizziů (v anglickém originále Prizzi’s Honor) je americká filmová komedie z roku 1985. Režisérem filmu je John Huston. Hlavní role ve filmu ztvárnili Jack Nicholson, Kathleen Turner, Anjelica Huston, Robert Loggia a John Randolph.

## Obsazení
| Jack Nicholson   | Charley Partanna   |
| Kathleen Turner  | Irene Walker       |
| Anjelica Huston  | Maerose Prizzi     |
| Robert Loggia    | Eduardo Prizzi     |
| John Randolph    | Angelo Partanna    |
| William Hickey   | Don Corrado Prizzi |
| Lee Richardson   | Dominic Prizzi     |
| Michael Lombard  | Rosario Filangi    |
| C. C. H. Pounder | Peaches Altamot    |
| Stanley Tucci    | voják              |

## Ocenění
Anjelica Huston získala za svou roli v tomto filmu Oscara a byla nominována na Zlatý glóbus a cenu BAFTA. Kathleen Turner získala za svou roli v tomto filmu Zlatý glóbus. Jack Nicholson získal za svou roli v tomto filmu Zlatý glóbus a byl nominován na Oscara. William Hickey byl za svou roli v tomto filmu nominován na Oscara. Film získal dva Zlaté glóby a to v kategorii nejlepší film – komedie/muzikál a nejlepší režie a získal cenu BAFTA za nejlepší scénář. Film byl dále nominován na pět Oscarů (kategorie nejlepší film, režie, scénář, kostýmy a střih) a na jeden Zlatý glóbus v kategorii nejlepší scénář.